# Parco nazionale del Joshua Tree
Il parco nazionale del Joshua Tree, o Joshua Tree National Park in lingua originale, è situato nel sud-est della California.

## Storia
Era considerato monumento nazionale dal 1936 ed è stato dichiarato parco nazionale nel 1994 quando il Congresso degli Stati Uniti d'America ha approvato il California Desert Protection Act, una legge mirata a tutelare il deserto californiano. Il parco deve il suo nome alla Yucca brevifolia (in inglese Joshua tree, cioè albero di Giosuè), pianta caratteristica di quest'area.
Il parco venne inizialmente istituito come monumento nazionale il 10 agosto 1936 e si estendeva su 825 000 acri (333 866 ha). La decisione fu presa in seguito al forte attivismo di Minerva Hoyt che si batté per convincere il governo statale e federale a proteggere l'area.
Fu elevato al rango di parco nazionale il 31 ottobre del 1994, con la promulgazione del California Desert Protection Act che nell'occasione aggiunse anche 234 000 acri (95 000 ha) all'estensione originale del parco.

## Geografia

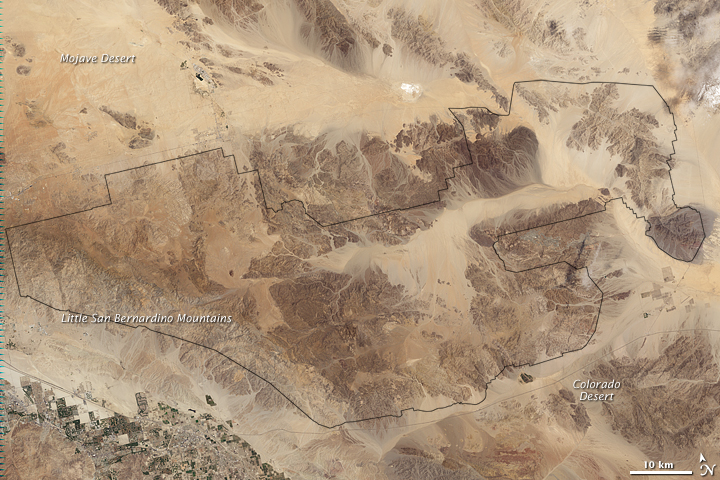
Il Joshua Tree National Park in una foto ripresa dal satellite Landsat nel 2003.

Ha una superficie di 790 636 acri (319 959 ha), cioè un'area poco più grande dello Stato di Rhode Island (circa la metà della città metropolitana di Torino). Una gran parte del parco, circa 429 690 acri (173 889 ha), è protetta come zona naturale. Situato a cavallo tra la contea di San Bernardino e il confine della contea di Riverside, il parco comprende parti di due deserti, con due ecosistemi differenti le cui caratteristiche sono determinate principalmente dalla diversa altitudine: il deserto del Mojave (più alto) e il Deserto del Colorado (più basso). Le piccole montagne di San Bernardino, infine, attraversano il bordo sud-ovest del parco.

## Geologia
Le formazioni rocciose del Joshua Tree National Park si originarono più di 100 milioni di anni fa in seguito al raffreddamento del magma sotto la superficie che diede luogo alla formazione di monzograniti, caratterizzati da giunzioni ad angolo retto. Le acque sotterranee che filtravano attraverso le giunzioni provocarono l'erosione degli spigoli vivi con la formazione di pietre tondeggianti; brevi e rapide esondazioni delle acque portarono alla rimozione del terreno di copertura lasciando accumuli di macigni. Questi affioramenti sono noti come monadnock o inselberg.

## Aree naturali
429 690 acri (173 890 ha) su un totale di 789 745 acri (319 598 ha), sono designati come "area naturale" e gestiti dal National Park Service (NPS) secondo le specifiche del Wilderness Act, che richiedono la prenotazione per poter pernottare all'interno di quest'area. È comunque vietato l'utilizzo di fornelli da campeggio o l'accensione di falò e per campeggiare ci si deve ispirare al principio di non lasciare nessuna traccia del proprio passaggio (Leave No Trace). Per lo stesso motivo non vengono ammesse biciclette all'interno delle aree naturali, mentre sono ammessi i cavalli, per i quali tuttavia occorre ottenere un permesso preventivo.

## Galleria d'immagini

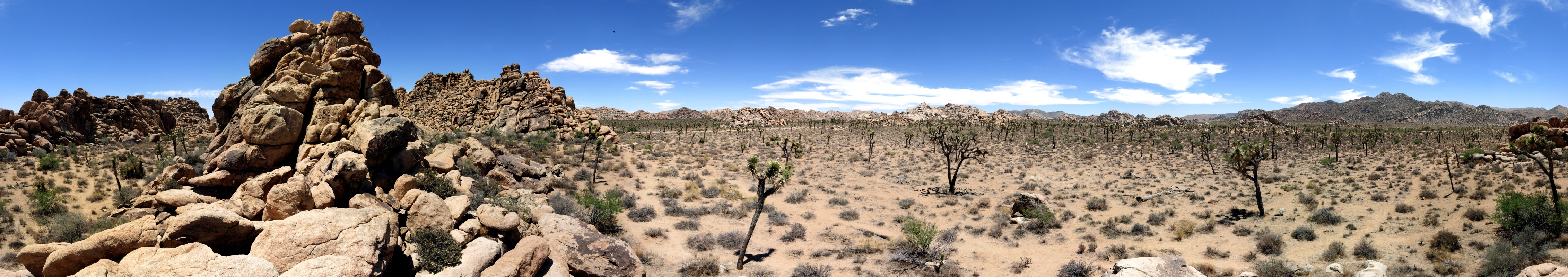
Panoramica a 360° del Joshua Tree Park
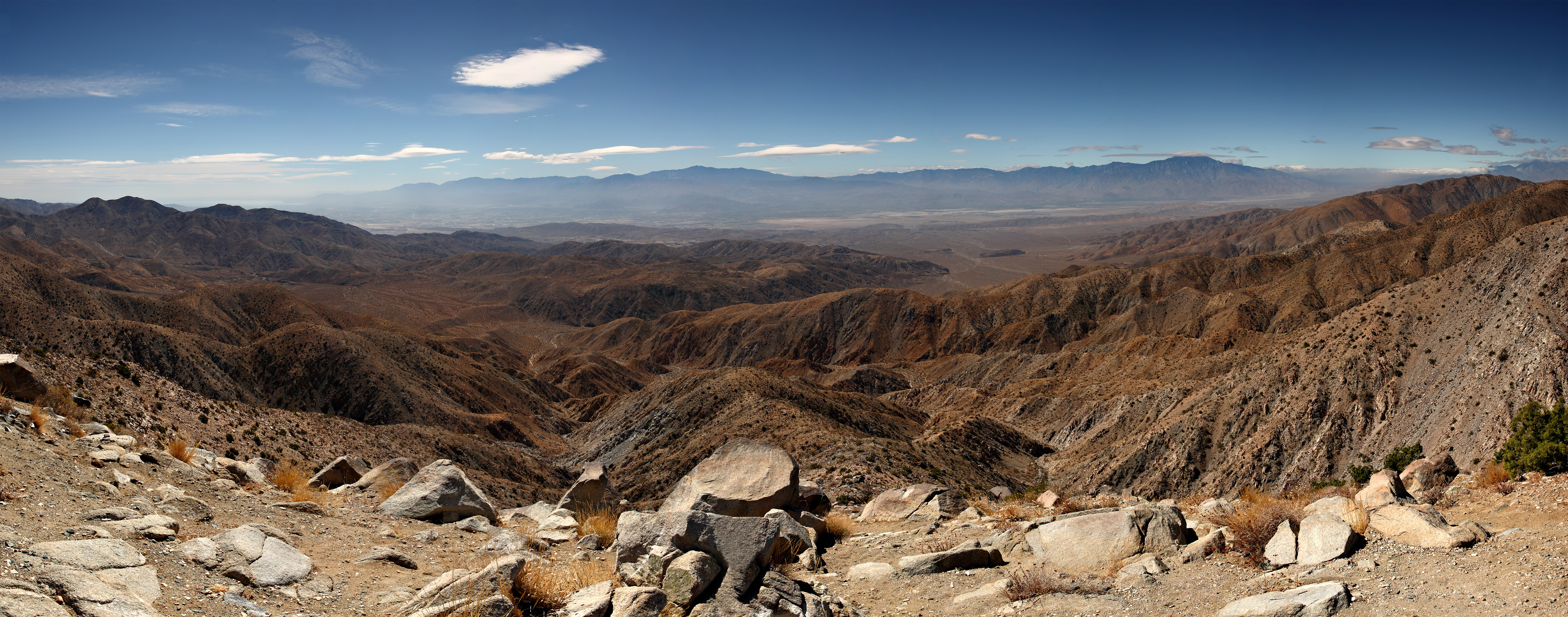
Panorama verso sud dal Keys View nelle Little San Bernardino Mountains, Joshua Tree National Park, California.
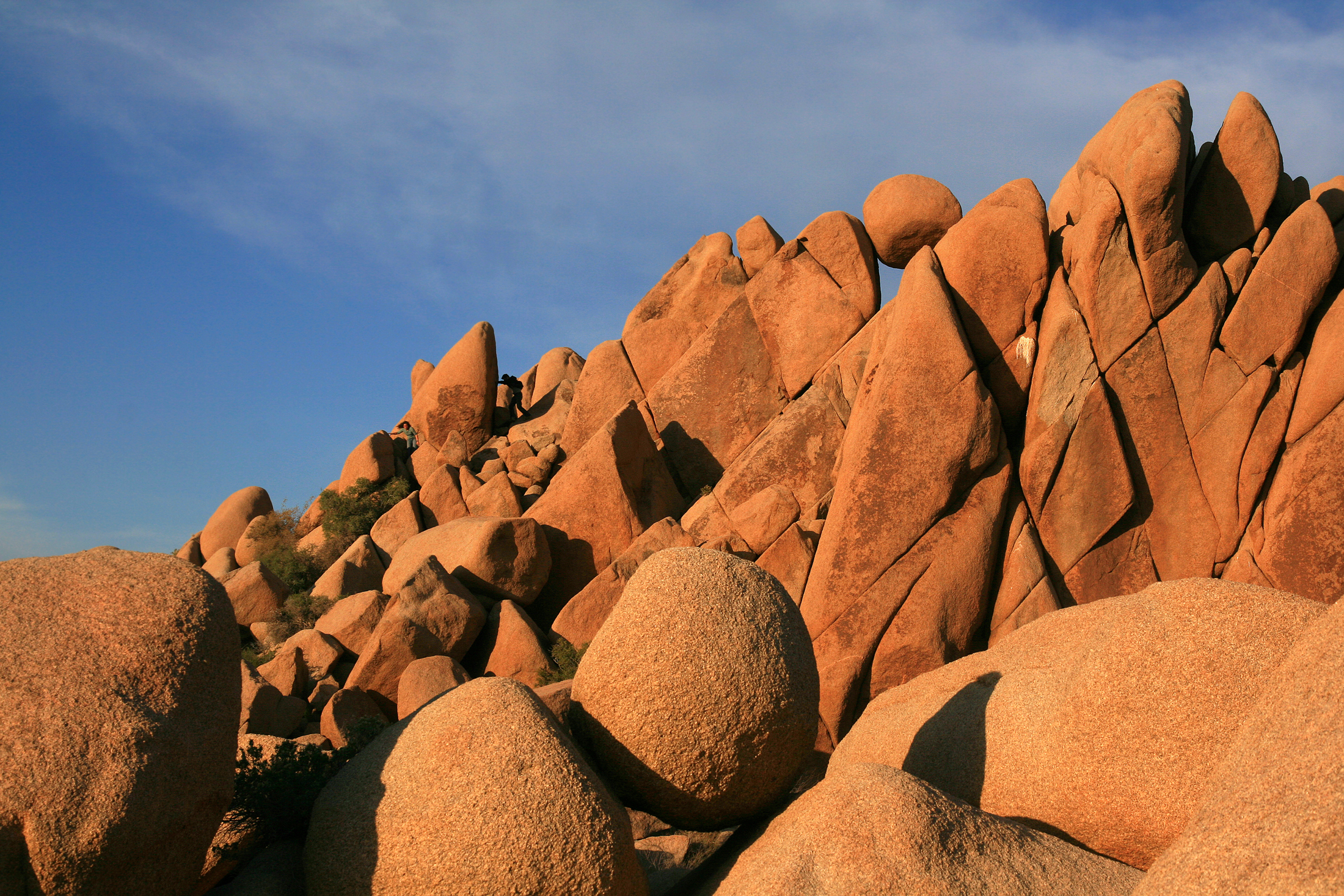
I Giant Marbles.
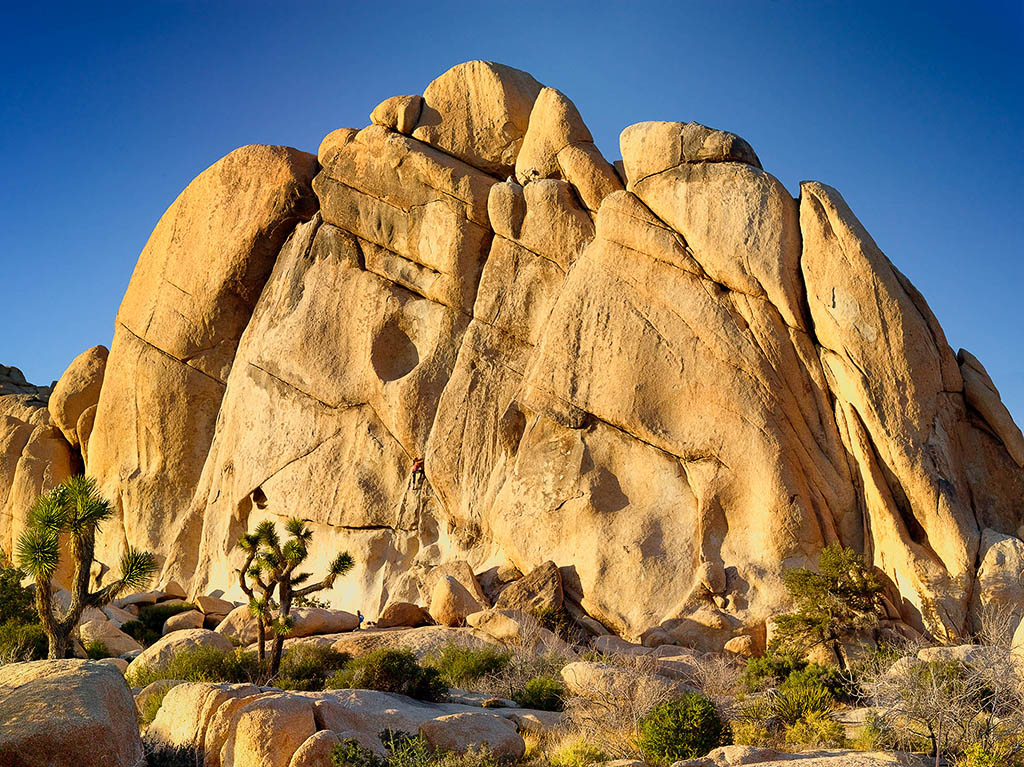
L'Old Woman Rock.
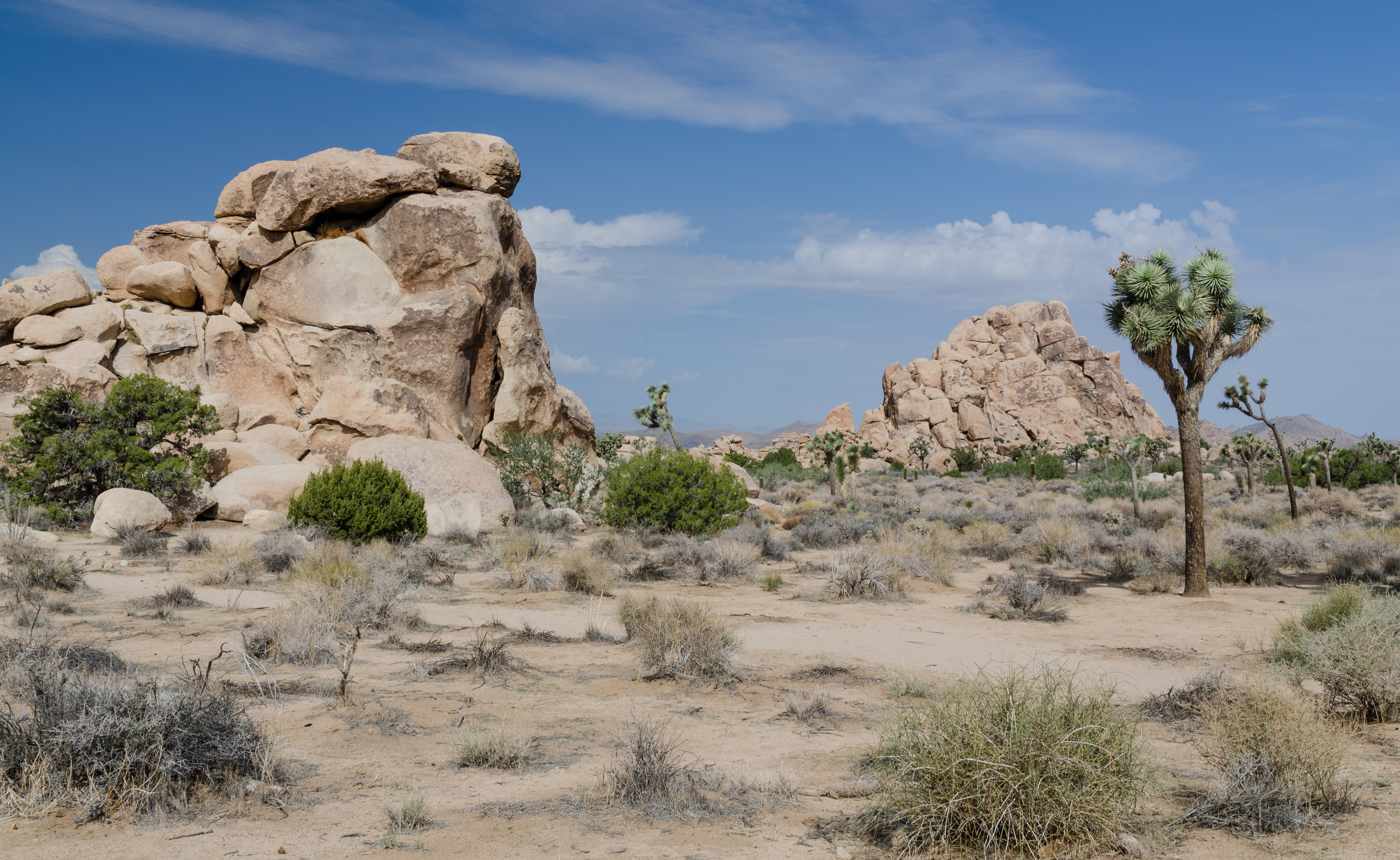
Aspetto tipico del Joshua Tree National Park.